# Fell in Love
«Fell in Love» es una canción grabada por la banda de rock estadounidense Blink-182. Fue lanzada el 13 de octubre de 2023 por Columbia Records, como el quinto sencillo de su noveno álbum One More Time... Fue escrita por el bajista Mark Hoppus, el guitarrista Tom DeLonge, y el baterista Travis Barker, junto al ingeniero Aaron Rubin y los compositores Ryan Tedder, y Nick Long.

## Antecedentes
En esta canción de género pop punk, DeLonge canta sobre los primeros y felices días de conocer a una pareja: «No extraño los días antes de enamorarme de ti». En el coro de la canción, DeLonge recuerda su encuentro inicial, que se dio cuando estaba borracho en una fiesta. La melodía de tiempo medio contiene aperturas con un riff de sintetizador, tocado por el ingeniero Kevin Bivona, que interpola el sencillo de The Cure de 1985, «Close to Me», lo que le valió a su líder Robert Smith un crédito como compositor.

## Recepción
Jon Blistein de Rolling Stone, declaró que «Fell in Love es un poco de jangly alterna-pop, las guitarras brillantes combinadas con algunos sintetizadores efervescentes. Tom DeLonge y Mark Hoppus comparten tareas vocales, recordando esos momentos emocionantes y ligeramente estúpidos en una relación que va iniciando». Tom Breihan de Stereogum, elogió la sinceridad y la calidad pegadiza de la canción, mientras observaba el famoso «acento extraño y singular» de DeLonge.

## Personal
Créditos adaptados del vídeo en YouTube.

#### Blink-182
- Tom DeLonge – voz, guitarra, composición
- Mark Hoppus – voz, bajo, composición
- Travis Barker – batería, productor, composición

#### Músicos adicionales
- Kevin Bivona – sintetizadores, ingeniero de grabación

#### Producción
- Aaron Rubin – compositor, coproductor, ingeniero de grabación
- Nick Morzov – ingeniero de grabación
- Eric Emery – ingeniero de grabación
- John Warren – ingeniero de grabación
- Kevin Gruft – ingeniero de grabación
- Mark "Spike" Stent – ingeniero de mezcla, ingeniero asistente
- Matt Wolach – ingeniero asistente
- Randy Merrill – masterización
- Robert Smith – composición
- Ryan Tedder – composición

## Listas
| Lista (2023)                             | Posición más alta |
| ---------------------------------------- | ----------------- |
| New Zealand Hot Singles (RMNZ)           | 35                |
| Hot Rock & Alternative Songs (Billboard) | 34                |